# Parasphyraenops
Parasphyraenops – rodzaj morskich ryb okoniokształtnych z rodziny strzępielowatych.

## Klasyfikacja
Gatunki zaliczane do tego rodzaju:
- Parasphyraenops atrimanus
- Parasphyraenops incisus